# Club Deportivo Mirandés 2014-2015
Questa voce raccoglie le informazioni riguardanti il Club Deportivo Mirandés nelle competizioni ufficiali della stagione 2014-2015.

## Rosa
| N. |                   | Ruolo | Calciatore         |
| -- | ----------------- | ----- | ------------------ |
| 1  | Spagna (bandiera) | P     | Imanol Elías       |
| 2  | Spagna (bandiera) | D     | José Antonio Espín |
| 3  | Spagna (bandiera) | D     | Gorka Kijera       |
| 4  | Spagna (bandiera) | D     | César Caneda       |
| 5  | Spagna (bandiera) | D     | Javi Cantero       |
| 6  | Spagna (bandiera) | D     | Álex Ortiz         |
| 7  | Spagna (bandiera) | C     | Igor Martínez      |
| 8  | Spagna (bandiera) | C     | Emilio Sánchez     |
| 9  | Spagna (bandiera) | A     | Juanjo             |
| 10 | Spagna (bandiera) | C     | Fran Carnicer      |
| 11 | Spagna (bandiera) | C     | Urko Vera          |
| 14 | Spagna (bandiera) | A     | Josu Hernáez       |

| N. |                   | Ruolo | Calciatore      |
| -- | ----------------- | ----- | --------------- |
| 15 | Spagna (bandiera) | C     | Dani Provencio  |
| 16 | Spagna (bandiera) | C     | Borja Docal     |
| 17 | Spagna (bandiera) | A     | Pedro Martín    |
| 19 | Spagna (bandiera) | C     | Jordi Pablo     |
| 20 | Spagna (bandiera) | D     | Aitor Fernández |
| 21 | Spagna (bandiera) | D     | Álvaro Corral   |
| 22 | Spagna (bandiera) | C     | Álex García     |
| 24 | Spagna (bandiera) | C     | Rúper           |
| 25 | Ghana (bandiera)  | P     | Brimah Razak    |
| 26 | Spagna (bandiera) | D     | Jon Vega        |
| 27 | Spagna (bandiera) | A     | Asier Barahona  |
| 30 | Spagna (bandiera) | P     | Sergio Pérez    |